# Осенец
О̀сенец (до 1901 г. Хюсенче) е село в Североизточна България, област Разград, община Разград.

## География
Селото се намира на 12 km от Разград в посока запад-северозапад. Разположено е в долина върху оподзолен чернозем. През него протичат 2 притока на р. Бели Лом – Садинска и Селишка реки. Мястото изобилства от изворна вода.
Населението е от етнографската група капанци, с характерен диалект, облекло и обичаи.

## История
За първи път селището е споменато с името Усендже през 1573 г. По сведения от 1676 г. то е носело и името Мюслим (т.е. Мюсюлмански). Археологически разкопки доказват поселения в землището на селището още през XIV в., вероятно по времето на цар Иван Александър. Причината е в демографския ръст на населението през XIII - XIV в., характерен за цяла Европа, резултат от повишаването на средните годишни температури по онова време. През средновековието Лудогорското плато е слабо населено и покрито с гъсти и обширни гори, дали и името му. Ръстът на населението води и до създаването на нови селища в дефорестираните зони.
Местни изследователи смятат, че първите заселници в селището са бегълци от местността Ръждавец, напусната от тях по неизвестни причини в средата на XIV в. Вероятно след заселването на турското население в селото името му се променя от турския изговор в Хюсенче.
През 1814 г. за селото свидетелства посетилият го офицер от военноинженерните войски на Френската империя капитан-инженер Франсоа-Даниел Томасен.
През 1853 година Никола Икономов – Жеравненеца съобщава за село Хюсенче, където вероятно получава от местни жители финансова помощ за издаване на своята книга „Земледелие“
През 1883 г. е изпратено писмо от кмета до Разградския околийски началник с молба за преименуване на селото. Едва през 1901 г. с Указ № 447, публикуван в Държавен вестник, бр. 272 от 7 декември с.г., селото е преименувано в Осенец, а общината в Осенецка.
Според законите за административно-териториално деление и промените в тях с. Осенец е самостоятелна селска община до 1934 г. Тогава към Осенецка община е присъединено село Езерец (Езерче). Този статут се запазва до 1 януари 1937 г. След тази дата село Осенец е отново самостоятелна община. През периода 1882 – 1944 г. е в състава на Разградска околия и съответно в Разградски (1880 – 1901) и Русенски (1901 – 1934) окръзи, Шуменска (1934 – 1941) и Русенска (1941 – 1944) области.
Старото население на село Осенец са капанци.

## Население

### Численост
Численост на населението според преброяванията през годините:
| \| Година на преброяване \| Численост \| \| --------------------- \| --------- \| \| 1934 \| 2777 \| \| 1946 \| 2598 \| \| 1956 \| 2398 \| \| 1965 \| 2284 \| \| 1975 \| 2057 \| \| 1985 \| 1584 \| \| 1992 \| 1340 \| \| 2001 \| 1195 \| \| 2011 \| 822 \| \| 2021 \| 737 \| |           |
| Година на преброяване | Численост |
| 1934 | 2777      |
| 1946 | 2598      |
| 1956 | 2398      |
| 1965 | 2284      |
| 1975 | 2057      |
| 1985 | 1584      |
| 1992 | 1340      |
| 2001 | 1195      |
| 2011 | 822       |
| 2021 | 737       |

### Етнически състав
Преброяване на населението през 2011 г.
Численост и дял на етническите групи според преброяването на населението през 2011 г.:
|                     | Численост | Дял (в %) |
| Общо                | 822       | 100.00    |
| Българи             | 755       | 91.84     |
| Турци               | 3         | 0.36      |
| Цигани              | 21        | 2.55      |
| Други               | 25        | 3.04      |
| Не се самоопределят | 3         | 0.36      |
| Неотговорили        | 15        | 1.82      |

## Поминък

### Земеделие
Централно място в традиционното полевъдство в селото заема отглеждането на зърнени растения, предимно пшеница. От тях се отглеждат още ръж, ечемик, просо, овес, царевица. Широко разпространени са лозарството и винарството.

### Животновъдство
Животновъдството е сред основните поминъци на осенчани. Отглеждането на домашни животни е източник на продукти и суровини: месо, мляко, вълна, кожа и др. Най-застъпени са овцевъдството и говедовъдството, но и останалите отрасли на животновъдството са също добре развити.

## Традиционно облекло
Облеклото в Осенец е типично капанско. Според етнографски изследвания облеклото на капанското население (в това число и на осенчани) спада към широко разпространени в страната мъжки и женски носии. Женската капанска носия е съставена от риза и 2 престилки, а мъжкото капанско облекло е от чернодрешковски тип.
В основата на капанското женско облекло са ризата, пещималът, престилката и поясът, които са задължителни за носене от жените във всички възрасти и случаи. Промяната на възрастта, семейното положение на жената, сезоните и битовите потребности налагат включване на редица допълнителни части.
Основният състав на капанското мъжко облекло се образува от риза, гащи и пояс. Към него в зависимост от сезона, семейното положение и възрастта се прибавят връхни дрехи, обувки и калпак.

## Обичаи и обреди
Като част от традиционната обичайна система семейните обичаи и обреди на осенчани от края на XIX докъм средата на ХХ в. са сравнително живи и все още могат да се съберат сведения за тях. Семейните обичаи са свързани с основните моменти в живота на човек: раждане, встъпване в брак и смърт.
Родилните обичаи обхващат всъщност само периода от началото на бременността на жената до 40-ия ден след раждането, когато тя се връща към нормалното поведение на майка-кърмачка. По отношение на другата основана фигура – детето, обхватът на тези обичаи се ограничава само с ранната детска възраст.
Сватбените обичаи и обреди започват с предсватбения цикъл, когато се избира мома за съпруга, и завършват със следсватбения – къпането на младоженците на Ивановден.
Обичаите и обредите, свързани със смъртта и погребението се разглеждат само до година от смъртта. В разглеждания период семейните обичаи и обреди у капанците, както и у всички българи, са сравнително тясно свързани с традиционния народен мироглед.

## Личности
- Георги Хаджигецов (1881 – ?), подпредседател на VI ВНС

## Фотогалерия
- Помощно училище „Христо Ботев“
- Народно читалище „Съгласие 1891“
- Къщите са бели и спретнати